# Poliksena Soloviova
Poliksena Serguéyevna Soloviova (en ruso: Поликсена Сергеевна Соловьёва, 20 de marzo de 1867 st.v./1 de abril de 1867 st.n.-16 de agosto de 1924) fue una poetisa e ilustradora rusa. Poeta simbolista de la Edad de Plata de la poesía rusa, ganó la Medalla de Pushkin en 1908. Fue la primera persona en traducir Alicia en el país de las maravillas al ruso y fue conocida por fundar e ilustrar la revista y editorial Тропинка [Camino] con su pareja, Natalia Manaseina. 

## Primeros años
Poliksena Soloviova nació el 20 de marzo de 1867 st.v. en Moscú, hija de Polikena Vladímirovna Románova y Serguéi Soloviov. Su padre era un destacado historiador y rector de la Universidad de Moscú. Su madre provenía de una familia polaco-ucraniana, que estaba relacionada con el filósofo Hryhori Skovoroda. Su abuelo paterno era Mijaíl Vasílievich Soloviov, que había sido sacerdote e instructor de leyes. Era la menor de 12 hermanos, entre los que se encontraban Vsévolod y Vladímir Soloviov. Su educación comenzó en casa y ya podía leer y escribir a los 5 años. Después de leer una colección de poesías de Afanasi Fet, comenzó a escribir poesía. Más tarde, asistió a la Escuela de Pintura, Escultura y Arquitectura de Moscú, estudiando con Vasili Polénov e Illarion Priánishnikov.

## Carrera
Soloviova comenzó a publicar poesía a los 16 años, con su primera publicación en la revista Ниве [El Campo]. Se mudó a San Petersburgo en 1895, involucrándose en el círculo literario que incluía a Konstantín Balmont, Aleksandr Blok, Sinaida Hippius, Vyacheslav Ivanov y Konstantin Sluchevsky, entre otros poetas simbolistas. En 1898, en una reunión de poetas simbolistas en la casa de Mijaíl Petrovich Manasein, profesor de la Academia Médica Militar Imperial, Soloviova conoció a Manasein y a su esposa, Natalia. En 1899, cuando publicó su primer volumen de poesía, que también ilustró, llamado Стихотворения [Poemas], comenzó a usar el seudónimo de Allegro. También publicó poesía en revistas como Вестник Европы [Heraldo Europeo], Мир Божий [El Mundo de Dios] y Русское богатство [Riqueza Rusa]. Alrededor de 1901, Soloviova conoció a las hermanas Adelaida y Eugenia Gertsyk y también alrededor de 1903 conoció al poeta Maksimilián Voloshin. Hacia 1906 comenzó a veranear en Koktebel, en Crimea, con las hermanas Gertsyk, que dirigían un salón literario que incluía a Voloshin y los Manasein.
En 1906, Soloviova fundó la editorial y revista infantil Тропинка [Camino], donde trabajó como editora, ilustradora y escritora, junto con Manaseina. Tanto ella como la editorial recibieron la Medalla de Oro de Pushkin en 1908. Publicó personalmente más de veinte libros mientras dirigía Тропинка, incluidas muchas traducciones de obras literarias para niños. Fue la primera en traducir Alicia en el país de las maravillas al ruso, que publicó como Приключения Алисы в Стране чудес en 1909. La editorial también fue ampliamente utilizada por otros poetas simbolistas como una salida para sus obras creativas. Fue una editorial importante en el período, publicando alrededor de 100 libros en 1918, de los cuales más de la mitad eran para el Ministerio de Educación.
Además de escribir y traducir, Soloviova publicó muchos dibujos para la revista. Sus obras representan una amplia gama de estilos, desde imitaciones de bocetos infantiles hasta gráficos Art Nouveau. También solicitó dibujos de otros artistas para mejorar el diseño de la revista. Aunque a menudo siguió la tradición simbolista, Soloviova también creó en otros géneros, escribiendo canciones de cuna, leyendas religiosas, acertijos y poemas sobre la naturaleza y los animales. Uno de ellos fue un drama teatral, Svadba solntsa i vesny [La boda del sol y la primavera] escrito en 1907 para celebrar la primavera. La música de la pieza fue escrita por Mijaíl Kuzmin.
Soloviova y Manaseina comenzaron un romance, y, a partir de 1909, vivieron con el esposo de Natalia en la misma casa en el número 16 de Voznesenski en San Petersburgo. En 1917, los tres vivieron en exilio voluntario en Crimea para evitar la violencia de la Revolución rusa en la capital. Mientras vivía en Crimea, continuó escribiendo, pero sus obras solo ocasionalmente lograron aparecer en los periódicos y revistas de Simferópol o Feodosia. Enseñó para el Departamento de Educación de Feodosia y dio conferencias en Koktebel, en la Universidad Popular. Para ganarse la vida, ella y Manaseina crearon y vendieron sombreros. A finales de 1923, con la ayuda de sus amigos Kornéi Chukovski y Voloshin, Soloviova y Manaseina pudieron regresar a Moscú. Soloviova estaba enferma y casi de inmediato se sometió a una operación, pero su salud siguió deteriorándose.

## Muerte y legado
Soloviova murió el 16 de agosto de 1924 en Moscú y fue enterrada en el cementerio Novodévichi. Durante muchos años, sus contribuciones a la literatura rusa se perdieron y no se la mencionó en el período soviético. Fue reintroducida como una figura de la Edad de Plata rusa en 1999, cuando Tatiana Nikítichna Zhukóvskaya y Elena Albertovna Kallo compilaron un libro, Sub Rosa, para la rditorial Ellis Lak en 1999. El libro incluía obras de Soloviova, así como también de Cherubina de Gabriak, Adelaida Gertsyk y Sofía Parnok. En el siglo XXI, ha tenido lugar un estudio renovado sobre su trabajo.

## Obra selecta

### Poesía
- 1899: Стихотворения [Poemas][12]
- 1905: Иней [Escarcha][12]
- 1909: Плакун-трава [Hierba de sauce][12]
- 1912: Тайная правда [Verdad secreta][12]
- 1913: Перекресток [Encrucijada][12]
- 1914: Вечер [Tarde][12]
- 1924: Последние стихи [Últimos poemas][12]

### Historias de niños
- 1906: Yolka I osina [El abeto y el álamo temblón][11]
- 1907: Yolka [El árbol de Navidad][4]
- 1909: Priklyucheniya Alisy v strane chudes [traducción de Alicia en el país de las maravillas][9]
- 1913: Krasnoe yaichko [El huevo rojo][4]